# Marquesado de Guadalest
El marquesado de Guadalest es un título nobiliario español otorgado por el rey Carlos I de España el 1 de mayo de 1543 a Sancho Folch de Cardona y Ruiz de Lihori, IV barón de Guadalest, Gran Almirante de la Corona de Aragón –reza el documento dado en Barcelona el 1 de marzo de 1543–, para sí y sus sucesores perpetuamente.

## Denominación
Su nombre se refiere al municipio valenciano de Guadalest, en la provincia de Alicante, España (en valenciano y oficialmente, El Castell de Guadalest), situado en el interior de la provincia de Alicante, en la comarca de la Marina Baja.
La gran importancia que tiene este título deriva de que el castillo de Guadalest es el que controlaba en la Edad Media la comarca de la Marina Baja. Dentro de dicha comarca se ubican actualmente Benidorm y Altea. Representa cerca del 15% de la riqueza turística española.

## Antecedentes del marquesado de Guadalest
Anteriormente existió el señorío de Guadalest, que en 1355 la corona vendió al infante Pedro el castillo de Guadalest y este se lo cedió a su hijo Alfonso Aragón y Foix, I duque de Gandía, señor de la Baronía de Guadalest.
Hugo Folch de Cardona y Gandía, señor de las baronías de los valles de Guadalest y de Confrides (Alicante), por cesión del duque real de Gandía en 1497,
Juan Folch de Cardona y Navarra, II señor de las baronías de Guadalest y Caparroso,
Alfonso Folch de Cardona y Fajardo, III señor de la baronía de Guadalest, XXIII Almirante de Aragón,
Sancho Folch de Cardona y Ruiz de Lihori, IV señor de la baronía de Guadalest, quien luego se convirtiera en el I marqués de Guadalest.
Fueron también almirantes de Aragón.
La institución oficial del cargo fue otorgada por Pedro IV en 1364 a Hugo Folch de Cardona, XIX vizconde de Cardona, creado conde de Cardona, por merced del propio rey otorgada en Barcelona el 4 de diciembre de 1375, con carácter vitalicio y hereditario (XVII almirante de Aragón). Tras la muerte de Fernando Juan Ramón Folch de Cardona y Enríquez, XXII Almirante de Aragón, II duque de Cardona, VII conde de Prades, II marqués de Pallars, vizconde de Villamur, barón de Entenza, caballero del Toisón de oro, grande de España, el 13 de noviembre de 1543 sin hijos varones, el almirantazgo de Aragón, por preferir varonía, pasa en favor de su primo Alonso Folch de Cardona y Fajardo, III señor de Guadalest, XXIII Almirante de Aragón, en este se separa esta dignidad de la rama titulada de Cardona y durante las siete siguientes generaciones permanece aislada en línea de agnación, hasta que en 1707 tras la muerte sin descendencia de Isidro Tomás de Cardona y Sotomayor, último miembro de la familia Cardona que detentó el título de almirante de Aragón, pasó a la casa de Palafox, marqueses de Ariza, a la que pertenecía su mujer, y con posterioridad a la de los Arteaga, marqueses de Távara, de este a los Sánchez-Ocaña, condes de Sánchez-Ocaña.

## Marqueses de Guadalest
| Creación por Carlos I de España | Creación por Carlos I de España                                                        | Creación por Carlos I de España |
| N.º                             | Titular                                                                                | Periodo                         |
| ------------------------------- | -------------------------------------------------------------------------------------- | ------------------------------- |
| I                               | Sancho Folch de Cardona y Ruiz de Lihori                                               | 1543-1571                       |
| II                              | Cristóbal Colón de Toledo y Cardona, o Folch de Cardona Colón, Ruiz de Lihori y Toledo | ¿?-1583                         |
| III                             | María Folch de Cardona Colón, Ruiz de Lihori y Toledo                                  | 1583-1591                       |
| IV                              | Felipe Folch de Cardona y Borja-Lanzol                                                 | ¿?-1616                         |
| V                               | Francisco Folch de Cardona y Ligne                                                     | ¿?-1664                         |
| VI                              | Felipe Folch de Cardona y Palafox                                                      | 1664-1669                       |
| VII                             | Isidro Thomas Folch de Cardona Sotomayor                                               | 1669-1699                       |
| VIII                            | Juan de Palafox Rebolledo Cardona y Zúñiga                                             | 1707-1725                       |
| IX                              | Joaquín Antonio de Palafox Rebolledo y Mexía Centurión                                 | ¿?-1775                         |
| X                               | Fausto Francisco de Palafox Rebolledo Centurión y Pérez Claros de Guzmán el Bueno      | ¿?-1788                         |
| XI                              | Vicente María de Palafox Centurión y Silva                                             | ¿?-1820                         |
| XII                             | María Elena de Palafox Rebolledo Centurión Portocarrero y Silva                        | ¿?-1837                         |
| XIII                            | Andrés Avelino de Arteaga-Lazcano y Palafox                                            | 1849-1864                       |
| XIV                             | Andrés Avelino de Arteaga y Silva                                                      | 1864-1864                       |
| XV                              | Fernando de Arteaga y Silva                                                            | 1864-1889                       |
| XVI                             | María de la Concepción de Arteaga y Gutiérrez de La Concha                             | 1889-1939                       |
| XVII                            | Roberto María Sánchez de Ocaña Arteaga                                                 | 1954-2011                       |
| XVIII                           | Roberto Luis Sánchez de Ocaña Chamorro                                                 | 2012-actual titular             |

## Historia de los marqueses de Guadalest
- Sancho Folch de Cardona y Ruiz de Lihori, (Valencia, 1496/1506-Valencia, 24 de julio de 1571), I marqués de Guadalest,[2] Gran Almirante de Aragón (XXIV), hijo del almirante Alfonso de Cardona y de Hipólita Ruiz de Liori.

Casó con María Colón de Toledo (1511-1578), hija de los duques de Veragua (Diego Colón y María Álvarez de Toledo y Rojas, virreina consorte de las Indias) y nieta del descubridor de América Cristóbal Colón. Le sucedió su hijo:
- Cristóbal Folch de Cardona y Colón,[2] (m. 6 de noviembre de 1583), II marqués de Guadalest,[2] Gran Almirante de Aragón (XXV), III duque de la Vega grande de España, III duque de Veragua, IV marqués de Jamaica, V Almirante de la Mar Océana, III Adelantado Mayor de las Indias.

Casó con su prima, Ana de Centelles y Cardona, hija de Francisco Gilabert de Centelles y Heredia, III conde de Oliva, y de María Folch de Cardona y Manrique de Lara, hija de Fernando Folch de Cardona y Enríquez, II duque de Cardona, II marqués de Pallars, VII conde de Prades, etc. y de su primera esposa, Francisca Manrique de Lara y Castro. Sin descendencia le sucedió su hermana:
- María Folch de Cardona y Colón[2] (también llamada María Colón Ruiz de Lihori y Cardona), (1540-Calzada de Calatrava, 8 de agosto de 1591),III marquesa de Guadalest.

Caso en primeras nupcias con el VI Conde de Fuentes Juan Felipe Fernández de Heredia e Híjar y en segundas nupcias en 1584 con Francisco de Mendoza y Mendoza, Gran Almirante de Aragón (XXVI) -por matrimonio-. Sin descendencia, le sucede su primo hermano, hijo de Juan Folch de Cardona y Ruiz de Liori hermano del I marqués de Guadalest, y Luisa de Borja Lanzol, hija de Juan, XI barón de Villalonga y II de Castilnovo y biznieta de Juana de Borja, hermana del pontífice Alejandro VI.
- Felipe Folch de Cardona y Borja-Lanzol (Valencia-Bruselas, 1616), IV marqués de Guadalest,[4]  Gran Almirante de Aragón (XXVII), caballero de la Orden de Alcántara el 29 de mayo de 1586.

Casó en primeras nupcias con Ana María de Ortega. y en segundas con Anne de Ligne. Le sucedió su hijo:
- Francisco Folch de Cardona y Ligne, (m. Madrid, 1664), V marqués de Guadalest, Gran Almirante de Aragón (XXVIII), caballero de la Orden de Alcántara en 1618, comendador de Quintana en ella y de Vinaroz en la de Montesa, gentilhombre de cámara de su majestad, de su Consejo y su baile general en la ciudad y Reino de Valencia.

Casó con Lucrecia de Palafox y Blanes, dama de la reina Isabel de Borbón, y hermana del III marqués de Ariza. Le sucedió su hijo:
- Felipe Folch de Cardona y Palafox (m. 1669), VI marqués de Guadalest, Gran Almirante de Aragón (XXIX), caballero de Alcántara (1665), y comendador en ella de Quintana y del Peso Real de Valencia, gentilhombre de cámara de su majestad.

Casó con Luisa María de Sotomayor y Noroña, dama de la reina María Ana de Neoburg, hermana de Fernán Yáñez Álvarez de Sotomayor y Lima, I duque de Sotomayor, II marqués de Tenorio y III conde de Crecente. Le sucedió su hijo:
- Isidro Thomas Folch de Cardona Sotomayor, VII marqués de Guadalest,[5] Gran Almirante de Aragón (XXX), caballero de la Orden de Alcántara (1669) y de la Orden de Montesa (l680), y en ella comendador de Vinaroz y Benicarló, administrador de la encomienda de Quintana en Alcántara; fue señor de Bechy, Gorja y Ribarroja, gobernador y capitán general de Galicia.

Casó en primeras nupcias con Elvira de Navarra Tojalto y Aragón, hija segunda de los duques de la Palata, príncipes de Massa. Casó en segundas nupcias con María del Patrocinio de Ligne y Arenberg, princesa de Barbanzón, duquesa de Arenberg, condesa de la Roche, vizcondesa de Dave, dama de las reinas María Ana de Neoburg y Mariana de Baviera. No logró sucesión en ninguno de sus dos matrimonios.
A su muerte, el título quedó vacante y el archiduque Carlos nombró a José Folch de Cardona, conde de Cardona, marqués de Guadalest y Almirante de Aragón. Sin embargo, el rey Felipe V anuló este nombramiento y en 1707 el título pasó a:
- Juan Antonio Rebolledo de Palafox y Zúñiga (31 de julio de 1674[7] -10 de octubre de 1725), VIII marqués de Guadalest,[8] V marqués de Ariza,[9] grande de España, señor de las baronías de Caspe, Benisá, Cotes, Aldea de Valencia, Sueca, Calmarza y Teulada, almirante de Aragón y caballero de la Orden de Santiago.[8]

Casó el 4 de septiembre de 1696, siendo su segundo esposo, con Francisca de Paula Centurión de Córdoba Mendoza Carrillo y Albornoz (Madrid, 13 de abril de 1670-10 de noviembre de 1722), V marquesa de Armunia, III condesa de Santa Eufemia, VIII marquesa de La Guardia, señora de Carrillo, Albornoz y Torralba. Le sucedió su hijo:
- Joaquín Felipe Antonio Ximénez de Palafox y Centurión de Córdoba (20 de febrero de 1702-11 de agosto de 1775),[12] IX marqués de Guadalest,[8] VI marqués de Ariza,[9] VI marqués de Armunia,[8] IV conde de Santa Eufemia,[8] IX marqués de La Guardia,[13] V conde de la Monclova, grande de España de primera clase, señor de las baronías de Caspe, Benisá, Cotes, Aldea de Valencia, Sueca, Calmarza y Teulada, almirante de Aragón, caballero del Toisón de Oro, gran cruz de Carlos III, gentilhombre de cámara con ejercicio y servidumbre y caballerizo mayor de la reina.[8]

Casó en primeras nupcias el 8 de julio de 1722 con Rosa Pérez de Guzmán el Bueno y Silva (1704-1731), hija de Manuel Alonso Pérez de Guzmán el Bueno, XII duque de Medina Sidonia, y Luisa María de Silva y Mendoza. Contrajo un segundo matrimonio, el 1 de abril de 1737, con María Ana Carlota de Croy de Havré y Lanti de la Róvere.  Le sucedió el único hijo del primer matrimonio:
- Fausto Francisco Palafox Pérez de Guzmán el Bueno (5 de octubre de 1731-5 de abril de 1788),[15] X marqués de Guadalest,[16] VII marqués de Ariza,[12] VII marqués de Armunia,[17] V conde de Santa Eufemia,[16] X marqués de La Guardia,[16] IX marqués de Estepa, VI conde de la Monclova, grande de España de primera clase, caballero de Orden de Carlos III (1777), caballero del Toisón de Oro, almirante de Aragón, señor de las baronías de Caspe, Benisá, Cotes, Aldea de Valencia, Sueca, Calmarza y Teulada, gentilhombre de cámara del rey, caballerizo mayor de la princesa de Asturias[16] y alcalde mayor de los hijosdalgos de Castilla.

Casó en primeras nupcias el 15 de mayo de 1751 con María Teresa de Silva-Bazán y Sarmiento Dávila y, en segundas nupcias, el 18 de mayo de 1774 con María Joaquina Fernández de Liñan de Heredia y Zapata de Calatayud, VI marquesa de Bárboles. Le sucedió su hijo de su primer matrimonio:

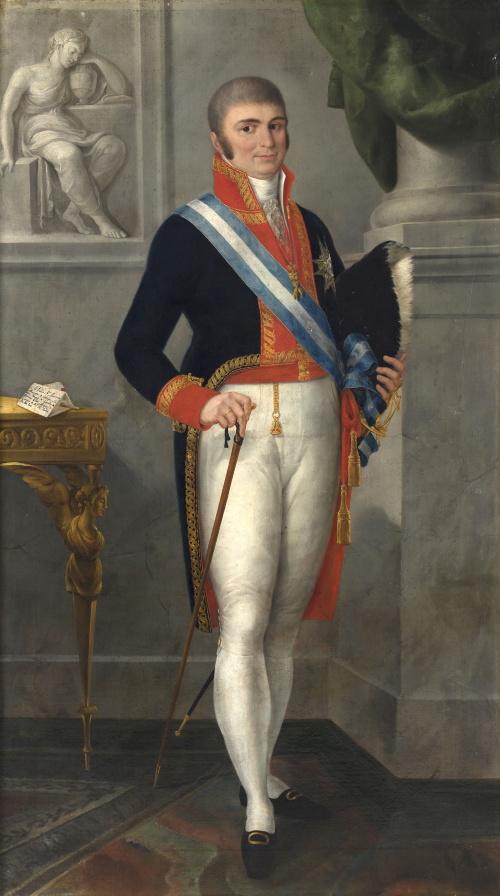
Retrato de Vicente María de Palafox, XI marqués de Guadalest (1796), pintado por Agustín Esteve.

- Vicente María de Palafox Centurión y Silva (Madrid, 14 de febrero de 1756-9 de julio de 1820),[18] XI marqués de Guadalest,[16] VIII marqués de Ariza,[12] VIII marqués de Armunia, VI conde de Santa Eufemia,[16] XI marqués de La Guardia,[16] X marqués de Estepa, VII conde de la Monclova, almirante de Aragón, señor de las baronías de Caspe, Benisá, Cortes, Aldea de Valencia, Sueca, Calmarza y Teuladas, sumillers de corps del rey, caballero del Toisón de Oro y de Carlos III.[16]

Casó en primeras nupcias el 10 de enero de 1778 con María de la Concepción Belvís de Moncada y Pizarro, hija de Pascual Benito Bellvís de Moncada e Ibáñez de Mendoza, XIV marqués de Mondéjar, y de su esposa Florentina Pizarro y Herrera, II condesa de la Gomera, con descendencia. Contrajo un segundo matrimonio el 14 de septiembre de 1800 con su prima carnal, María Teresa de Silva Fernández de Híjar y Palafox, viuda de Jacobo Felipe Fitz-James Stuart zu Stolberg-Gedern, V duque de Berwick e hija de Pedro de Alcántara Fadrique de Silva Fernández de Híjar, IX duque de Híjar, y de Rafaela de Palafox y Croy de Havre. Le sucedió su hija del segundo matrimonio: Sucedió su hija del segundo matrimonio:
- María Elena de Palafox y Silva de Híjar (m. 27 de octubre de 1837),[12] XII marquesa de Guadalest,[16] IX marquesa de Armunia,[16] IX condesa de Santa Eufemia, XII marquesa de La Guardia',[16] IX marquesa de Ariza,[12]  X marquesa de Estepa y VIII condesa de la Monclova.

Casó el 14 de febrero de 1820 con José Agustín de Idiáquez y Carvajal. Le sucedió su primo hermano, hijo de Ignacio Ciro de Arteaga-Lazcano e Idiáquez (1748-1817), IV marqués de Valmediano, señor de la Casa de Lazcano, I conde de Corres (1773), etc. y de su esposa María Ana de Palafox y Silva.
- Andrés Avelino de Arteaga Lazcano y Palafox (baut. 10 de noviembre de 1780-5 de febrero de 1864), XIII marqués de Guadalest,[20] X marqués de Ariza,[12] X marqués de Armunia,[19][20] XI marqués de Estepa,[21] V marqués de Valmediano, II conde de Corres, XI conde de Santa Eufemia, IX conde de la Monclova,[22] prócer del reino, senador por derecho propio y caballerizo mayor honorario de la reina Isabel II.[20]

Casó el 3 de febrero de 1804, en Aranjuez, con Joaquina de Carvajal y Manrique de Lara, hija de Mariano José de Carvajal-Vargas y Brun, conde de Castillejo, VIII conde del Puerto. Su único hijo, también llamado Andrés Avelino, falleció en 1850 en vida de su padre.  Había casado en 1829 con Fernanda María de Silva y Téllez-Girón con quien tuvo cinco hijos, entre ellos, Andrés Avelino de Arteaga y Silva, sucedió en el marquesado de Guadalest y en otros títulos:
- Andrés Avelino de Arteaga y Silva (baut. Madrid, 12 de julio de 1833-Madrid, 15 de junio de 1910), XI marqués de Ariza,[12] XI marqués de Armunia,[24] XVI duque del Infantado, XVII marqués de Santillana, XIV marqués de La Guardia, VII marqués de Valmediano, XII marqués de Estepa, XVI marqués de Argüeso, XIV marqués de Cea, XIX conde de Saldaña (por rehabilitación a su favor en 1893), XVI conde del Real de Manzanares, conde de Corres, XII conde de Santa Eufemia, X conde de la Monclova,[24] Almirante de Aragón,[25]

Casó el 27 de diciembre de 1866, en la Iglesia de San Sebastián, Madrid, con María de Belén Echagüe y Méndez de Vigo (1883-1907) hija de Rafael Echagüe y Bermingham, I conde del Serrallo, y de Mercedes Méndez de Vigo y Osorio. Le sucedió, por renuncia y cesión que del mismo le hace, su hermano:
- Fernando de Arteaga y Silva (Fernando de Arteaga-Lazcano y Silva, Carvajal y Téllez Girón), (Madrid, 1 de mayo de 1836-21 de diciembre de 1908), XV marqués de Guadalest,[28] XV marqués de Távara, XI marqués de Algecilla.

Casó con María del Carmen Gutiérrez de la Concha y Fernández de Luco. Le sucedió, por cesión que del mismo le hace, su hija:
- María de la Concepción de Arteaga y Gutiérrez de La Concha (Madrid, 15 de diciembre de 1867-22 de marzo de 1939),[29] XVI marquesa de Guadalest,[30][31] XVI marquesa de Távara, Marquesa de Algecilla, IV marquesa de La Habana[cita requerida][a] Le sucedió su sobrino:

- Roberto María Sánchez de Ocaña Arteaga, (1922-2011), XVII marqués de Guadalest,[33] VI Marqués de La Habana,[34] grande de España, XVII marqués de Algecilla.[35]

Casó con María Luisa Chamorro y de Aguilar. Le sucedió su hijo:
- Roberto Luis Sánchez de Ocaña Chamorro (n. Madrid, 1 de marzo de 1961), XVIII marqués de Guadalest,[36] VII marqués de La Habana, grande de España[37] y IV vizconde de Cuba.[38]

Casó con Blanca Cid Cuartero, padres de Natalia Sánchez de Ocaña Cid